# 中国驻墨尔本总领事馆
中华人民共和国驻墨尔本总领事馆（英語：Consulate-General of the People's Republic of China in Melbourne），简称中国驻墨尔本总领事馆，是中华人民共和国派驻澳大利亚维多利亚州墨尔本的最高级别外交机构。领区包括维多利亚州和塔斯马尼亚州。